# Aurère
Aurère (90 hab.) est un îlet des Hauts de l'île de La Réunion. Il est situé dans la partie septentrionale du cirque naturel de Mafate entre le Piton Cabris à l'ouest et la crête de la Marianne au nord et à l'est. Ce hameau est situé sur le territoire de la commune de La Possession, une commune de La Réunion au nord-ouest de l'île. Inaccessible par la route, il peut être atteint à pied via le sentier de grande randonnée GR R2 ainsi que par un sentier de randonnée qui longe le Bras des Merles.

## Histoire
Aurère fut découvert par les marrons, puis par Nicolas Lemarchand dans les années 1780.
Parti à la recherche de cabris sauvages avec un groupe de chasseurs, il remonta le Bras Sainte-Suzanne, puis le Bras Bémale et tout à coup il déboucha sur une vaste esplanade entourée de montagnes.
L'arrivée du groupe mit en fureur un chien qui se tenait devant une hutte de chaume et qui éclata en aboiement. "Un chien, jolie chasse !" dit l'un. "Un chien, donc un Marron" dit un autre. Jaillissant de sa cachette, un pauvre noir s'enfuit. Les chasseurs le mirent en joue et il se coucha par terre. Il fut immédiatement garrotté.
Il leur donna le nom du lieu : Orera, qui signifie en malgache  "bonne terre".
Quelques années plus tard, Nicolas Lemarchand obtint la concession, vint s'y établir pour cultiver du maïs, du café et faire de l'élevage. Nommé Orère dans un premier temps, l'îlet fut ensuite baptisé Aurère.
Pendant la Révolution, Nicolas Lemarchand, devenu maire de Saint-Paul et député, représenta les colons à l'Assemblée Législative. De retour de métropole, il se fixa à Aurère. Son fils Olive Lemarchand, acclimata à Aurère des cerisiers, des abricotiers, des amandiers, des poiriers, des noyers, ainsi que des chênes.
En 1860, la maison d'habitation se présentait sous la forme d'un bâtiment sans étage construit en pièces et solives massives, avec entre les fenêtres des meurtrières garnies de fer, afin de se protéger des attaques de Marrons ,.
A la fin du 19e siècle, la propriété est divisée entre plusieurs familles. Des colons venant de Salazie s'installent et cultivent des grains et du géranium.
Le cyclone de 1948 dévaste l'îlet.
En 1960, seul le garde forestier y réside. Par manque d'eau, le site est déserté au profit d'Ilet à malheur. En 1977, la création de la canalisation Augustave, d'une longueur de 5 kilomètres, permet d'alimenter à nouveau l'îlet.

## Vivre à Aurère
Aurère, comme l'ensemble des îlets du cirque de Mafate, se trouve dans le périmètre du cœur du Parc national de la Réunion. Les démarches, les courses se font vers la Possession ou Saint-Paul. Le ravitaillement se fait aussi par hélicoptère. Les cultures vivrières assurent le quotidien. L'ONF est un employeur occasionnel pour l'entretien des sentiers de randonnées notamment. On y trouve deux gîtes pour les randonneurs qui sillonnent le cirque de Mafate.